# Воронюк Володимир Михайлович
Володимир Воронюк (24 листопада 1918, Бучач — 31 липня 2008) — український художник, поет, прозаїк, режисер, критик.

## Життєпис
Народився 24 листопада 1918 року в м. Бучач, нині Тернопільська область України (тоді Бучацький повіт ЗУНР). 
У рідному місті закінчив: 7 класів у місцевій школі ім. Міцкевича (т. зв. Школі «на Бараках» (пол. Szkoła powszechna)), торговельну школу, вчительські І курси, педагогічні студії у місцевій державній гімназії.
Вчителював у селі Возилів (нині Бучацького району), де організував драматичний гурток. У Бучачі грав за місцеву команду копаного м'яча «Буревій».
Малярству навчався у Львові у художньому училищі Антіна Манастирського, згодом у мистецькій академічній школі, на вищих образотворчих студіях (малюнка і живопису).

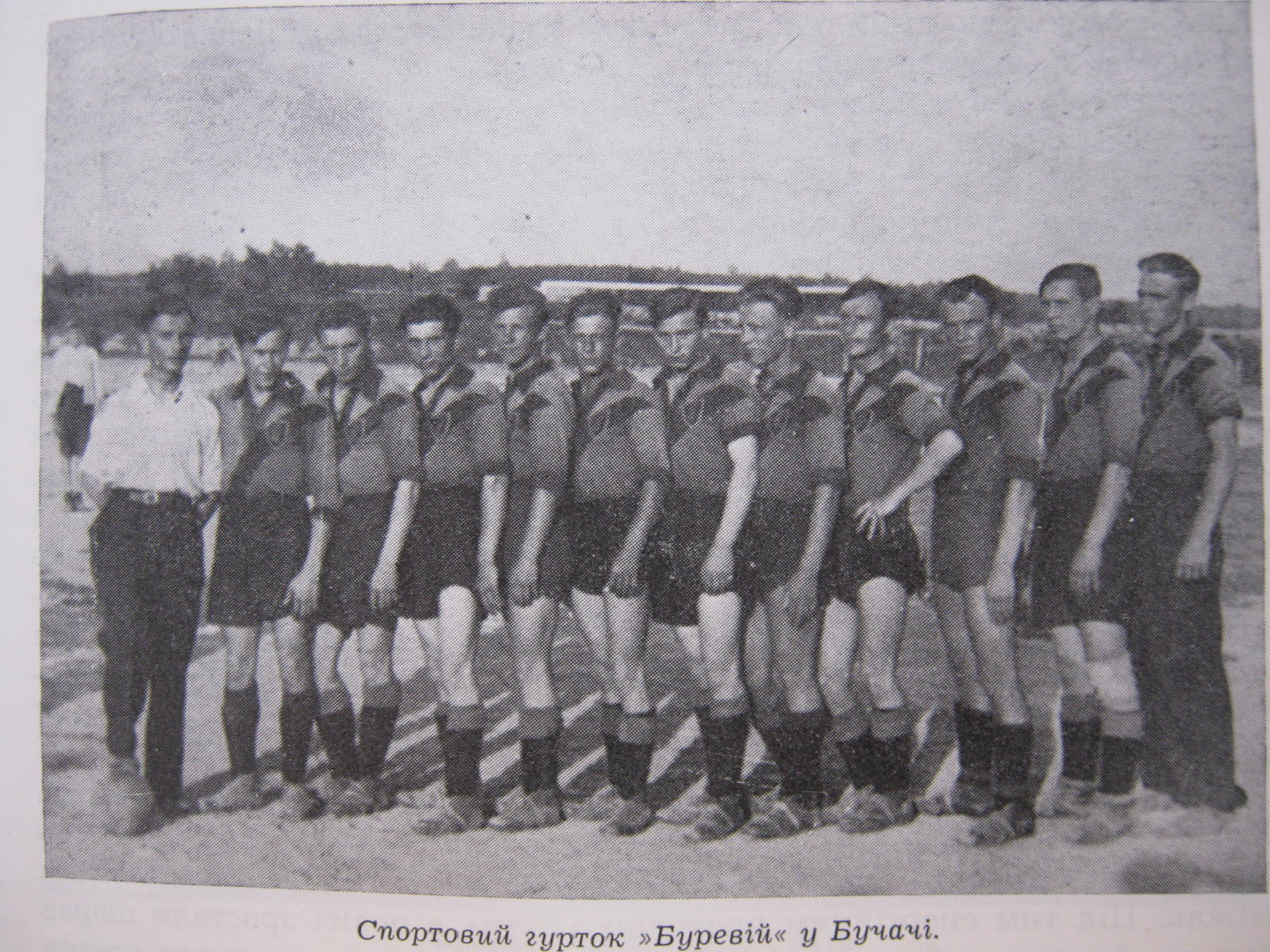
ФК «Буревій» (4-й зліва Володимир Воронюк)

З початком другої світової війни академія разом з ректором Василем Кричевським, студентами і викладачами емігрувала до Польщі — на Лемківщину, біля Кракова. В селі Лобове коло Криниці брав участь у художньому оформленні церкви (тоді в селі перебували ректор з дружиною, декан Сергій Литвиненко з дружиною). Навчальний рік закінчив тут, потім переїхав до Криниці (вижити допомогло харчування в студентській бурсі), звідти — до Словаччини. З Братислави під солдатським конвоєм потрапив до Австрії (табір «Штрасгоф)».
Після розповіді сусіда-земляка з Бучача про смерть у таборі «Штрасгоф» доктора Володимира Гамерського та інших бучачан через жахливі умови в ньому на другий день втік з нього, опинився у Відні. З Відня був завезений до табору «Ляндек» (за колючим дротом). За американців у таборі почали працювати українська школа, гімназія, мистецька школа (51 учень, В. Воронюк викладав малярство).
Вищі образотворчі студії закінчив у еміграції — починаючи з Братислави, Штрасгофа, Відня — до табору Ляндек. Після приходу американських військ у таборі запрацювали верстати праці, українська школа, гімназія, мистецька школа, в якій навчалися 51 студенти різного віку. В цій школі Воронюк викладав малярство.
Міська управа організувала виставку австрійських митців. Запросили до участі також українців: М. Кмітя, Володимира Ласовського, С. Стеця та В. Воронюка. Уже тоді австрійська преса відзначала: «Воронюк є колористом, холоднокровно-прогресивним революціонером, що захоплює і пориває глядача».
У таборі у Куфштайні створив музично-драматичний театр, малював декорації, був режисером, грав головну роль Хоми і поставив виставу «Ой не ходи, Грицю». Пройшов 1-річний курс матури в Інсбруцькій гімназії. Навчався на філологічному факультеті Інсбруцького університету. Вивчав світову історію мистецтв і українську літературу.
З травня 1949 р. проживав у Вінніпегу (Канада. Тут вдруге коло церкви св. Володимира та Ольги зустрів Анну Чокан (1942 р. познайомились у Львові) — уродженку села Більче-Золоте, нині Чортківського району Тернопільської області, — з якою 9 вересня 1949 року взяв шлюб. У 1951 р. під час пологів померла донька Зірочка. В 1953 р. подружжя переїхало до Торонто (Маркгам стріт, 81), де народилися сини Ігор, Тарас.
Працюючи на різних роботах, постійно творив — малював, писав, займався режисурою, грав у виставах.
Автор проекту «Академії МЕЗО-МУЗ — Канадська Україна у просторі богів мистецтва», брав участь у підготовці видання «Великої історії мистецтва».
У 1985 році було підпалено його ательє-майстерню і дім.
Разом із дружиною Анною (померла у 1999 році) постійно відправляв в Україну гуманітарну допомогу.
25 грудня 2000 року Володимир Воронюк при допомозі Ярослава Устинського переїхав до України, у м. Івано-Франківськ до племінниці Богдани Устинської (Воронюк).
18 травня 2001 року — виставка робіт у Тернопільській картинній галереї. 20 травня 2001 року — зустріч зі студентами філологічного факультету Тернопільського педагогічного університету.
Помер 31 липня 2008 року. Похований на Бучацькому міському цвинтарі (гора Федір).

## Малярська творчість
Створив понад 300 картин (олія). Основна тематика — молитовні медитації, Шевченкові образи, Чорнобильська трагедія, ландшафтні мотиви, портрети, автопортрети, динамічні композиції, пейзажі, натюрморти, квіти тощо
84 живописних полотна В. Воронюка були представлені на персональній виставці у залі Тернопільської обласної організації НСХУ (травень-червень 2001 р.). Виступив на відкритті, 6 картин, свої книги подарував Тернопільському обласному краєзнавчому музеєві.

## Літературна творчість
Першу на батьківщині добірку його віршів опублікувала 27 липня 2000 р. обласна газета «Вільне життя». Після смерти дружини 1999 р. написав збірку віршів «Анна-Ана Воронюк» (Тернопіль, 2001 р.).

### Видання
- збірка «Мистецька поезія». — Торонто — Львів — Х., 2001
- «Поезія і проза: Спогади». — Торонто — Львів, 2001
- Володимир Воронюк. Поезія і проза. Спогади. — Бучач — Львів — Вінніпег — Івано-Франківськ — Тернопіль, 2001. — Книга ІІІ. — 80 с.
- «Я — мистецтво, я — поезія». — Торонто — Івано-Франківськ
- "Woroniuk «ART and POETRY». — Львів : державна книжкова фабрика «Атлас», 2001. — 27 травня
- Володимир Воронюк. «Мої поезії творче мистецтво» (Львів — Торонто — Івано-Франківськ — Тернопіль, 2001). — Тернопіль, 2001. — ISBN 966-528-109-7
- Анна-Ана Воронюк (Вінніпег — Торонто — Івано-Франківськ — Тернопіль — Львів, 1949—2001). — Тернопіль, 2001.

## Вшанування
24 листопада 2013 року на міському кладовищі Бучача (гора Федір) відкрили й освятили пам'ятник Володимиру Воронюку, приурочивши дев'яносто п'ятій річниці з дня його народження. Віднайшов могилу художника Роман Лесів, він же висловив ідею встановити пам'ятник. Організаційні обов'язки та часткове фінансування взяв на себе Віктор Гребеньовський. На конкурсі обрали проект Вадима Кісельова, роботи з каменем виконали Володимир Слободян й Анатолій Самборський.